# 피오네 시스토
피오네 시스토 이폴로 에미르미자(덴마크어: Pione Sisto Ifolo Emirmija, 1995년 2월 4일 ~ )는 튀르키예 구단 알라니아스포르에서 윙어로 활약하고 있는 덴마크의 축구 선수이다.
그는 우간다 캄팔라에서 남수단계 부모님 밑에서 태어났으며, 태어난지 2달 만에 덴마크로 이주하게 된다. 이후 2010년 미트윌란 유소년 팀과 계약을 했고, 2012-2013 덴마크 수페르리가 시즌 오르후스와의 경기에서 데뷔 경기를 치렀다. 이후 계속되는 시즌에서 리그 20회 이상 출전하며 팀의 핵심 선수로 자리매김하였다.
2016년 7월 31일, 시스토는 스페인의 구단인 셀타 비고와 계약을 맺었으며, 같은 해 8월 22일 레가네스와의 라리가 경기에서 첫 데뷔전을 치렀다.